# Petit château (Anderlecht)
Pour les articles homonymes, voir Petit-Château.
Le Petit château (en néerlandais : 't Kasteeltje), était une grosse maison de campagne, entourée d'eau, qui était située sur l'actuelle place du Droit à Anderlecht (Bruxelles, Belgique) et fut détruite vers 1930.

## Histoire
Les origines du domaine restent inconnues. Néanmoins, une liste continue de propriétaires est connue entre la fin du XIVe siècle et la fin du XVIIIe siècle.
- vers 1384, Jean vander Heect, père du chanoine Louis vander Heect.
- 1401, Jacop van Volxhem
- XVe siècle, Jean vanden Heetvelde
- vers 1500, Corneile Coenbosch
- 1511, Claes Mayoel, chanoine de la cathédrale Saints Michel et Gudule.
- 1540, le chanoine Jean van Oudenhaghen
- 1597, Ostho Hartius
- 1699, sieur Briese Florain
- 1711, Henri Greverard
- 1751, Pierre Beeckman
- 1763, Catherine Draps (veuve de Michel de Becker)
- 1764, l'avocat van Winghen.

C'est à partir du XVIIIe siècle qu'il est dénommé Petit château.

L'extension du domaine du couvent des Minimes empiéta sur le château. Le corps de bâtiment principal fut d'abord inséré en tant que cour intérieure d'une construction plus récente. Mais il fut finalement détruit vers 1930, dans le cadre de l'aménagement de la place de la Beauté, en lieu et place du quartier des Minimes, par décision du 9 décembre 1927. Vers 1978, le cercle d'Histoire d'Anderlecht obtint de la commune que le porche d'entrée soit conservé à titre temporaire dans les jardins de la maison d'Erasme.